# Lumen et Umbra
Lumen et Umbra è il primo Multi User Dungeon (M.U.D.) italiano su Internet.
Creato nel 1994 dal programmatore Emanuele Benedetti (Benem) e da Giuseppe Caggese (Joy), inizialmente era un semplice DikuMUD inglese popolato di italiani. Lentamente sono state tradotte le prime aree, e sono state create ex novo alcune aree nuove. È stata poi completata la traduzione in italiano di tutte le aree, delle descrizioni e delle azioni.
È possibile comunque dare ancora i comandi in inglese e pertanto l'interfaccia consente la doppia lingua.

## Realizzazione
Il programma che simula il mondo fantasy di Lumen et Umbra è un BeneMUD, sistema basato su un tipo di DikuMUD, pesantemente modificato e completamente tradotto in lingua italiana. Il programma gira fisicamente su un computer con sistema operativo Linux negli ambienti di MC-link a Roma, che ha ospitato il progetto fin dal suo nascere a titolo completamente gratuito.
Tracce dell'infanzia di LeU sono rimaste in una forma colloquiale ancora usata tra i giocatori, vale a dire il "riporsi in vaschetta". La "vaschetta", opinabile traduzione italiana di "tray", era una delle poche aree accessibile agli utenti nell'interfaccia testuale di MC-link, ai tempi della migrazione dal sistema BBS al sistema Internet. Era una area riservata all'utente dove riporre file o testi. Riporre il personaggio in vaschetta equivaleva a smettere di giocare.
Il mondo di Lumen et Umbra è oggi vastissimo e si articola in più di 10.000 locazioni da esplorare, ognuna descritta minuziosamente, oltre a migliaia di oggetti e creature gestite dal sistema (MOB) con cui interagire.
Con le gemme acquisite sul gioco attraverso il completamento di missioni o l'uccisione di determinate creature, è possibile per i giocatori creare anche speciali oggetti personalizzati, denominati Oggetti del Destino, oltre a modificare quelli esistenti.
Attualmente è in funzione un secondo server di prova, dove vengono implementate le modifiche per il beta testing. L'accesso al server di prova è ovviamente limitato ai beta-tester.
Lumen et Umbra è recensito da tutti i principali siti specializzati per MUD, nonché dalla nota rivista di videogiochi The Games Machine, all'interno di uno speciale sui MUD di tre pagine, è stato citato anche in un articolo apparso nella biblioteca digitale della RAI, oltre ad essere oggetto di interessanti approfondimenti anche da parte di siti non specializzati.

## Ambientazione
Lumen et Umbra è ambientato in un medioevo fantasy, dove l'impero romano non è crollato ma ha imparato a convivere con la magia e strane razze.
Gli immortali sono molto presenti in gioco e spesso gestiscono quest (avventure) per i giocatori. Altre quest sono gestite direttamente dal programma.
Il funzionamento del gioco si ispira alle regole di Advanced Dungeons & Dragons.
È possibile scontrarsi con le sfide gestite dal programma (PvE) oppure anche contro altri giocatori (PvP), questo però solamente in determinate aree ed a condizione che tutti abbiano preventivamente dato il proprio consenso mediante l'attivazione del flag PKILL.
Nuove aree vengono periodicamente aggiunte ed è possibile per gli stessi giocatori disegnare aree di propria creazione, tramite LEU Kreator e proporle alla gestione per la messa on line.
Lumen et Umbra costituisce anche a tutti gli effetti un piccolo ordinamento giuridico, fatto di complesse regole comportamentali, che governano la competizione tra giocatori, e Tribunali gestiti dagli immortali.

## Gilde, Clan e famiglie
Lumen et Umbra ha una comunità di giocatori basata su Clan e Gilde.
I Clan sono aggregazioni di fatto di personaggi che non godono di locali dedicati sul gioco, mentre le Gilde ne dispongono, utilizzando anche di canali di comunicazione on line dedicati ai propri membri e statistiche relative all'attività della Gilda.
Gli immortali attribuiscono lo status di Gilda a tutti i Clan che hanno consolidato una certa presenza e stabilità.
Considerata la longevità del gioco, si è formata una complessa mitologia fatta di storie, famiglie e personaggi che si sono susseguiti nel tempo. Per preservare le informazioni storiche connesse a LEU, si è creata una enciclopedia wiki dedicata, cui tutti gli utenti possono contribuire.

## Le Aree
Di seguito si riporta una vecchia mappa ove sono indicate le aree principali delle terre di Lumen et Umbra; attualmente il mondo è molto più vasto, ma la struttura di cui sotto è ancora utile.
Esiste anche un'area denominata Asgard, ove gli immortali, che vi risiedono, convocano i mortali per interagire con loro.
```
                     [Ched Nasad]     [Torre della Magia]
         [Regno Dei Goblin]-+                  |
                            |                  |
        [Nani]--------[Alpes Oppidum]-----[Bosco Alpino]--[Orshingal]
                            |
                            |F -[Monastero] [Torre Notturna]-[Sanctum]
                   [Arena]--|l                                   |
                            |a                 [Ravenloft]    [Rhowyn]
      [Villa Mandragora]----|m                        |         |
                            |i [Giganti Colline]  [Gitani]      |      [Olimpo]
                            |n        |               |         |          |
                            |i [Gola Dell'Aquila]-[Relia]-[Talonia]---[Grecia]
                            |a                 |  [Ancalador]-|      /
                            |                  |            [Roo]   /
                            | [Magione Ducale] | [Khundrukar]-|    /
             [Quicklings]   |  |[Anfiteatro]   |            [Cittadella Senza Sole]
                        \   |  \             \ |
 [Vulcano]-------[Ostia]-[ALMA]-Via Cassia-[Torre Serpenti]
             |   |   |     A|         \
     [Soth]  |   |   |     p|         [Aviani Elfici]
           \ |   | [Markam]p|--[Elfi]
[Dumathoin]+ |   |         i|--[Sceriffati]

           | |   |         a|-----------[Foresta di Pietra]-----[Moria]

[Bosco Verde]|   |                                     |
  [Draconia]-|   |             [Villaggio Goblin]--[Nido dei Ragni]
   [Minor Abyss] |      [Picchi]                         |
                 |          |                      [Mordilnia]
              [Deserto]--[Rovine di Cynidicea]           |
               /  |   \       |                        [Skexie]
      [Trogloditi]|[Thalos] [El Quebbar]
        |       [Labirinto Antico]
    [Rhyodin]     |            \
                 [Abyss]       [Grande Piramide]
```

## Razze
È possibile scegliere inizialmente tra le seguenti 18 razze, ma altre sono disponibili durante il gioco grazie all'incantesimo di reincarnazione dei druidi o tramite particolari oggetti e personaggi non giocanti speciali.
Ogni razza ha peculiari caratteristiche, vantaggi e svantaggi.
- Draconico
- Duergar
- Elfo acquatico
- Elfo della luna
- Elfo dorato
- Elfo oscuro
- Elfo selvatico
- Gigante delle colline
- Gnoll
- Gnomo
- Goblin
- Halfling
- Kender
- Mezz'elfo
- Mezz'ogre
- Mezz'orco
- Mezzo gigante
- Nano
- Orco
- Quickling
- Svirfneblin
- Troll
- Umano

Vi sono altre razze poi disponibili più avanti nel gioco tramite speciali reincarnate di druidi o a pagamento anche presso taluni speciali maestri.
Attenzione, tramite la reincarnazione druidica è possibile ottenere solo i giganti tra le seguenti razze (con esclusione del gigante delle rocce).
Come razze speciali ne sono al momento disponibili 19:
- Aasimar
- Centauro
- Costrutto
- Djinn
- Fey
- Folletto
- Gigante dei ghiacci
- Gigante del fuoco
- Gigante delle tempeste
- Gigante delle nuvole
- Gigante delle rocce
- Licantropo
- Mindflayer
- Minotauro
- Spettro
- Strigo
- Tiefling
- Titano
- Vampiro

In totale esistono quindi 42 razze giocabili.

## Classi
Le classi giocabili sono.
- Ma Mago
- St Stregone
- Ch Chierico
- Gu Guerriero
- La Ladro
- Dr Druido
- Mo Monaco
- Ba Barbaro
- Pa Paladino
- Ra Ranger
- Ps Psionico
- Dc Druido combattente    (Guerriero Druido)
- As Assassino             (Guerriero Ladro)
- Mb Mago da battaglia     (Mago Guerriero)
- Sb Stregone da battaglia (Guerriero Stregone)
- Te Templare              (Chierico Guerriero)
- Co Condottiero           (Mago Chierico Guerriero)
- Sd Studioso              (Chierico Guerriero Stregone)
- Es Esploratore           (Mago Chierico Ladro)
- Sp Spia                  (Chierico Ladro Stregone)
- In Inquisitore           (Chierico Guerriero Ladro)
- Ad Agente divino         (Chierico Ladro)
- Ev Evocatore             (Mago Chierico)
- Ar Arcanista             (Chierico Stregone)
- Bd Bardo                 (Mago Ladro)
- Nj Ninja                 (Ladro stregone)
- Da Duellante arcano      (Mago Guerriero Ladro)
- Wk Warlock               (Guerriero Ladro Stregone)

Tutte le classi sono disponibili all'inizio per tutte le razze, tuttavia solo alcune sono particolarmente idonee e potrai vederle in colore verde, mentre quelle sicuramente inidonee figureranno in colore rosso.
Ogni classe consente di accedere ad un panorama molto complesso di abilità ed incantesimi.
Coloro che si specializzano in una sola classe sono in grado di portare al massimo livello di efficienza tali peculiarità rispetto ai biclasse e triclasse.

## Client di gioco
È teoricamente possibile giocare semplicemente via telnet, ma, per un'esperienza di gioco completa e comoda, è fondamentale avere un client dedicato.
Ve ne sono molti scaricabili, anche gratuitamente, tra cui vale la pena di menzionare GGMUD, ZMUD, CMUD, ELF per Windows e Mudlet per Mac e Linux.
È anche possibile giocare via cellulare tramite Blowtorch per tutti i sistemi Android, WP-MUD per i Windows Phone e Mobilemud per i sistemi IOS (iPhone e iPad).
Per connettersi è sufficiente configurare la connessione del client al server mclmud.mclink.it, porta 6000.

## Audio
Sebbene sia completamente testuale, LeU si è dotato di un server TeamSpeak dedicato per permettere l'uso della voce.
Inoltre, molti utenti hanno sviluppato le potenzialità di ZMUD associando degli effetti sonori ad eventi particolari, come rumori di tuoni, scosse di terremoto e cozzare di spade.

## Letteratura e studi
Il fenomeno ludico Lumen et Umbra è stato al centro di numerosi studi anche per l'intensa socializzazione che caratterizza i partecipanti al gioco, che conduce alla gestione di un vero e proprio alter ego virtuale con una propria vita da condurre sul gioco.

Non sono, infatti, mancati sul gioco eventi virtuali come matrimoni o persino vere e proprie rappresentazioni teatrali o serate di gala con assegnazione di particolari riconoscimenti.

## Eventi
Per lungo periodo sono stati organizzati raduni in varie città d'Italia (principalmente Roma e Lucca) ai quali hanno partecipato centinaia di persone, in occasione dei quali sono stati svolti anche giochi di squadra e competizioni dal vivo, con premi erogati sul gioco, come nel caso del "GiubiLEU" nell'anno 2000.